# Richfield Coliseum
Lo Richfield Coliseum, conosciuto anche come  Coliseum at Richfield, è stato un palazzetto dello sport situato a Richfield in Ohio, località sobborgo di Cleveland. Fu costruito in sostituzione della Cleveland Arena per ospitare le partite casalinghe della squadra NBA dei Cleveland Cavaliers e ospitò anche i Cleveland Barons militanti del campionato NHL di hockey.